# Yumi (imię)
Yumi (jap. ゆみ, ユミ) – żeńskie imię japońskie.

## Możliwa pisownia
Yumi można zapisać, używając wielu różnych znaków kanji i może znaczyć m.in.:
- 由美, „powód, piękno”[1]
- 由実, „powód, owoc”
- 裕美, „dostatek, piękno”
- 裕未, „dostatek, jeszcze nie”
- 夕美, „wieczór, piękno”
- 夕実, „wieczór, owoc”
- 有美, „istnieć, piękno”

## Znane osoby
- Yumi Adachi (祐実), japońska aktorka
- Yumi Hotta (ゆみ/由美), japońska mangaka
- Yumi Kakazu (ゆみ), japońska seiyū
- Yumi Kobayashi (優美), japońska modelka
- Yumi Matsutoya (由実), japońska piosenkarka
- Yumi Nakashima (優美), japońska piosenkarka
- Yumi Shizukusa (由実), japońska piosenkarka
- Yumi Sugimoto (有美), japońska aktorka
- Yumi Takada (由美), japońska seiyū
- Yumi Tōma (由美), japońska seiyū i piosenkarka
- Yumi Unita (ゆみ), japońska mangaka
- Yumi Yoshimura (由美), wokalistka J-Popowej grupy muzycznej Puffy AmiYumi

## Fikcyjne postacie
- Yumi Fukuzawa (祐巳), główna bohaterka serii light novel, mangi i anime Maria-sama ga miteru
- Yumi Haneishi (由美), bohaterka anime Fancy Lala
- Yumi Ishiyama, główna bohaterka francuskiego serialu animowanego Kod Lyoko
- Yumi Ōmura (裕美), bohaterka mangi i anime Chobits
- Yumi Sawamura (由美), bohaterka gry Yakuza